# San Pedro los Baños
San Pedro los Baños, eller bara Los Baños, är en stad i Mexiko, tillhörande kommunen Ixtlahuaca i den västra delen av delstaten Mexiko. San Pedro los Baños är ett jordbrukssamhälle och hade 12 149 invånare vid folkräkningen 2010, vilket gör staden till den näst största i kommunen.